# Johan Palmberg (skådespelare)
Johan Palmberg, eller Johan Palmberg Hansson, ibland felaktigt kallad Petter Palmborg, född 1713, död 1781, var en svensk skådespelare, ansedd som en av de främsta medlemmarna i den första svenska truppen på teatern i Stora Bollhuset i Stockholm 1737–1754, och även dess biträdande direktör.

## Biografi och karriär
Johan Palmbergs ursprung är inte helt klarlagt, men han anses vara samma person som studenten Jean Palmberg, som 1733 anställdes som extraordinarie kammarskrivare i krigskollegiets artillerikontor, och fick efter giftermålet 1734 titeln extraordinarie kanslist.
Palmberg var från första början bland de drivande krafterna inom den nygrundade svenskspråkiga teatern; han spelade en av huvudrollerna i den första svenskspråkiga originalpjäsen "Svenska Sprätthöken" år 1737 och fortsatte sedan bekläda flera huvudroller. Han tillhörde dem som kämpade för teaterns fortsatta verksamhet under dess stängning 1738–1739, och var 1740–1754 biträdande direktör tillsammans smed Peter Lindahl under Charles Langlois och ledamot i teaterns styrelse.
Bland hans roller var Pantalone i Arlequin Villman och Greve Hurtig i Svenska Sprätthöken 1737, Telesino i Den Otacksamme och Styrbjörn i Den Avundsjuke 1738, huvudrollen i Amphitrion 1745, och Brutus.
Palmberg hade gott anseende och bidrog till de aktörer som gav teatern ett gott rykte under dess första år; han var verksam som pjäsförfattare, författade komedin Dårhuset, som uppfördes på teatern 1741, och hans barn hade en rad faddrar bland adeln. Han hade dock en lättsinnig inställning till pengar, och då teatern stängdes på grund av landssorg under 1741–1743 beskrivs han som utfattig. Han tjänstgjorde i en garnison i Sydsverige tills teatern öppnade igen 1743, varefter han var anställd där fram till slutet av 1740-talet, då han blev dansinstruktör åt hovets pager, en anställning han behöll till sin död.
Palmberg dog ganska välbärgad. Då den svenska truppen installerades på Bollhuset 1737, hade de lovats fina positioner vid sin avgång, enligt samma system som gällt för den förra svenska studenttruppen 1686–1691, men i själva verket var Palmberg en av de få för vilka detta löfte slog in.